# Scolécite
La scolécite est une espèce minérale du groupe des silicates, sous-groupe des tectosilicates, de formuleCa(Al2Si3O10).3H2O avec des traces : Na; K. Elle fait partie de la famille des zéolithes, c'est l'équivalent calcique de la natrolite. Les cristaux peuvent atteindre jusqu'à trente centimètres.

## Historique de la description et appellations

### Inventeur et étymologie
Décrite par les minéralogistes allemands A. F. Gehlen et J. N. von Fuchs (en) en 1813, ils lui ont donné le nom skolezit, du grec σκώληξ (ver), du fait de sa particularité de se recroqueviller en amas vermiculaires si elle est chauffée à la flamme d'un chalumeau. Si l'on se contente de la chauffer en éprouvette, elle ne libère que de l'eau  .

### Topotype
- Kaiserstuhl à Baden Allemagne pour la publication de 1813
- Berufjord, Islande (selon l'IMA)

### Synonymie
- Ellagite : Scolécite ferrifère trouvée sur l'ile d'Åland[6] déclassée comme synonyme.
- Épiscolécite
- Mésotype sexoctonale (René Just Haüy 1801)[7]
- Scolésite[8]

## Caractéristiques physico-chimiques

### Cristallochimie
Elle fait partie du groupe de la natrolite.
Groupe de la natrolite
- Gonnardite
- Mesolite
- Natrolite
- Paranatrolite (it)
- Scolécite
- Thomsonite-Ca (it)
- Thomsonite-Sr (it)

### Cristallographie
- Paramètres de la maille conventionnelle : a = 6,516 Å, b = 18,948 Å, c = 9,761 Å, Z = 4; bêta = 108,98 °  V = 1 139,62 Å3
- Densité calculée = 2,29

### Propriétés physiques
- pyroélectrique
- piézoélectrique
- Luminescent, fluorescent

## Gîtes et gisements

### Gîtologie et minéraux associés
GîtologieLié à l'hydrothermalisme, ce minéral se retrouve dans les cavités des roches basaltiques, dans les fissures de gneiss ou encore dans certains amas de type roche métamorphique de contact.
Minéraux associésZéolites, apophyllite, prehnite, calcite

## Galerie

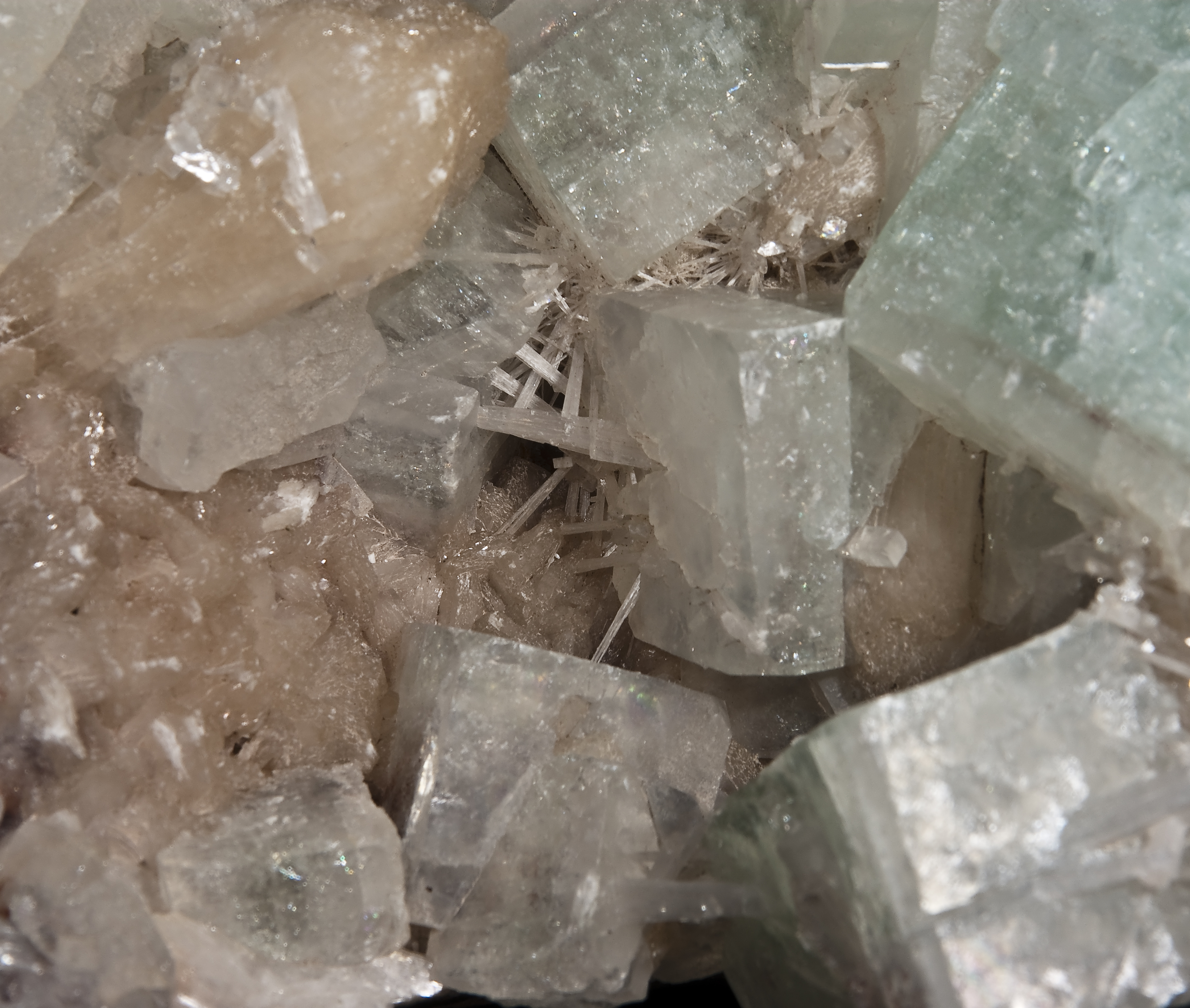
Scolédite apophyllite et heulandite - Brésil
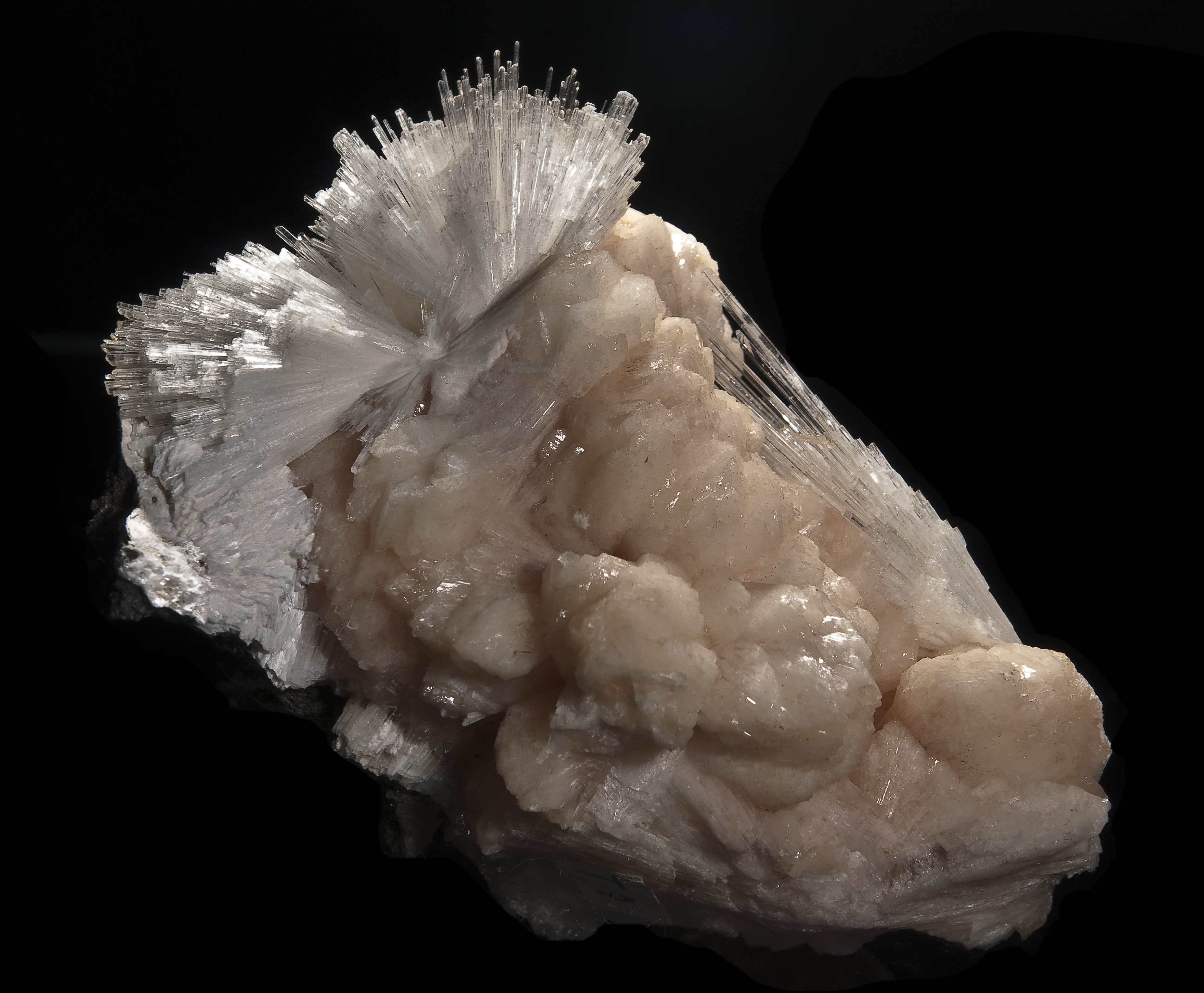
Scolécite sur heulandite - Nasik Inde (8,2x5,2cm)
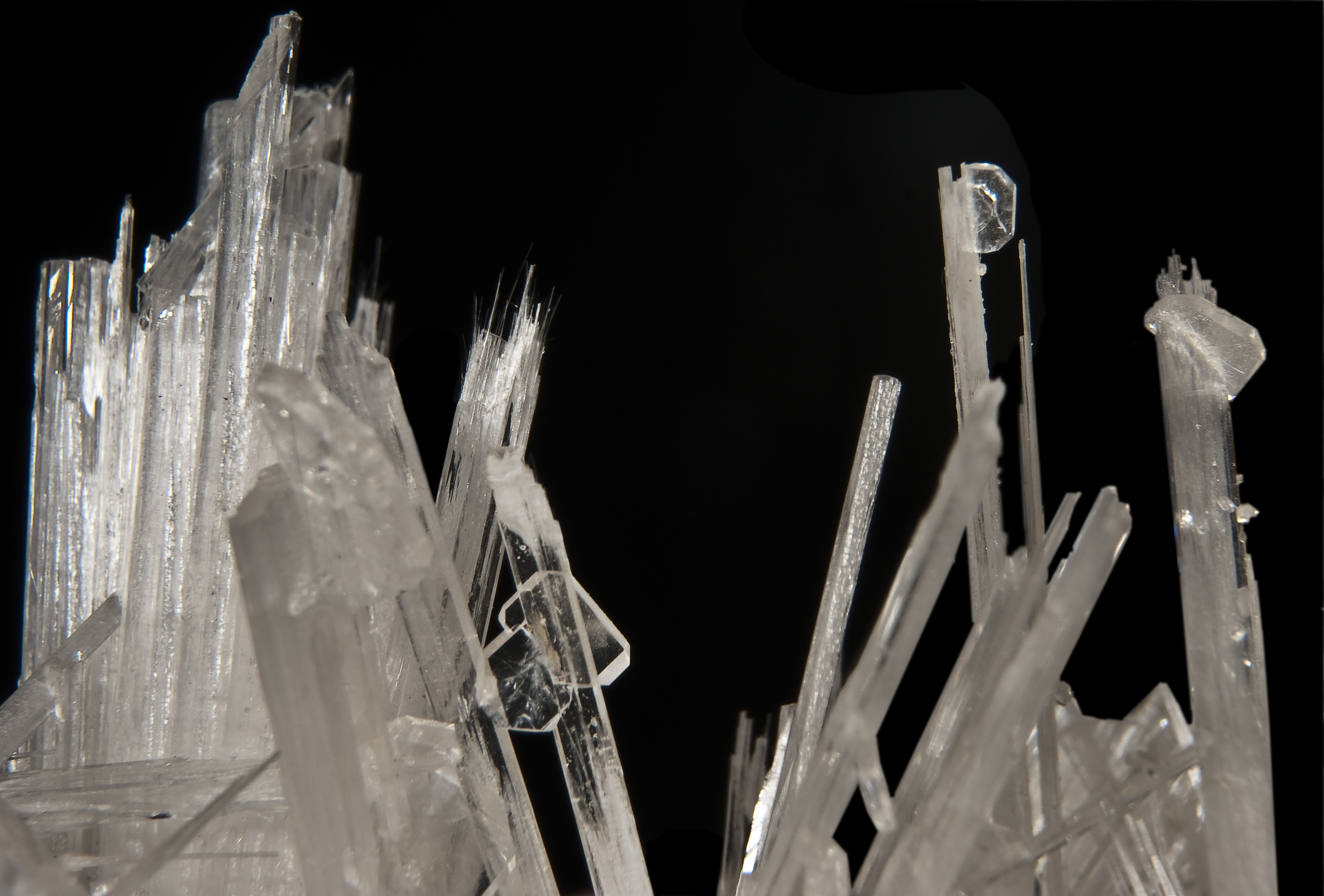
Scolécite et apophyllite - Jalgaon Inde (2,5 cm)

## Gisements remarquables
- Autriche 
  - Obersulzbachta
- Brésil
  - Caxias do Sul, Rio Grande do Sul[9]
- France 
  - Pyrénées (vallée du Suc et pic du midi de Bigorre)
- Inde
  - District de Jalgaon, État de Maharashtra[10]
  - District de Nasik, État de Maharashtra[11]
- Islande 
  - Teigarhorn
- Slovaquie 
  - lom pri Šiatorskej Bukovinke